# ジョハール
ジョハール、ジョウハル（Jowhar, Giohar, ソマリ語: Jowhaar, アラビア語: جوهر, イタリア語: Villaggio Duca degli Abruzzi）はソマリアの中部シェベリ州の行政中心都市。ソマリアの首都モガディシュから幹線道路沿いに北に90キロメートルの位置にある。一時期ソマリア暫定連邦政府の首都機能の一部が置かれていたが、2009年5月以降はイスラーム武装勢力アル・シャバブの支配下にあったが、2012年にソマリア中央政府が奪還。2016年10月以降はヒーシェベリの首都となっている。

## 歴史

### 設立
この地はソマリ族の氏族ダロッドとハウィエそれぞれの居住地区の境に当たる、戦略上の要所だった。1873年、イタリアのアブルッツィ公ルイージ・アメデーオ・ディ・サヴォイアが来てこの地に新しい集落を設立した。サヴォイアは資金を募り、ダム、道路、鉄道、学校、病院、教会、モスクを作った。サヴォイアはソマリ族の妻を娶り、この地で亡くなった。

### ヴィラッジオ・デュカ・デリ・アブルッチ

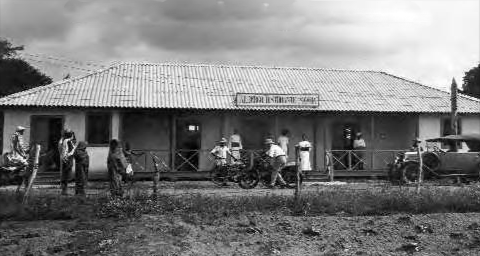
1938年、ジョハールのホテル

それから間もなくイタリア領ソマリランドが成立し、イタリアはこの新しい植民地に農場などを作った。サヴォイアは1911年に新たに農民を入植させ、1920年にこの村にイタリアの新しい農業技術を導入し、さらに村の名を自身の称号にちなんでアブルッツィ村（ヴィラッジオ・デュカ・デリ・アブルッチ、Villaggio Duca degli Abruzzi）と名づけた。1920年代にはダムが建設され、住民の立ち退きによるトラブルが起こっている。1926年には16の集落、3000のソマリ族、200のイタリア人が住んでいた。この村はシェベリ川沿いにあり、乾燥地帯がほとんどであるソマリアにしては珍しくバナナ、綿、砂糖が収穫できた。ジョハール周辺は第二次世界大戦まで、イタリア領ソマリランドで最も農業改革が進んだ地域となり、若干の食品産業が生まれるまでになった。
1940年、アブルッツィ村（略称ヴィラブルッチ）の人口はイタリア系ソマリ人3千人を含めた1万2千人となり、簡単な産業も生まれた。イタリア人はモガディシュとの間にモガディシオ・ヴィラブルッチ鉄道を敷き、その後30年間バナナやコーヒー等をヨーロッパに輸出した。

### ソマリア独立後
1960年のソマリア独立に合わせて、ヴィラブルッチは名をジョハールと改めた。独立後、ソマリ族は現金化が容易な放牧などに力を入れたため、イタリア人が経営していたバナナやコーヒーの生産は衰退した。
1969年、ソマリアにクーデターが起こって社会主義化し、肥沃なジョハールの土地も国有化された。政府は農産物を決められた価格で80パーセントまで買い取れることになった。1973年に出された政令で、農民のほとんどが別地区の開発のために移住させられ、ジョハールは衰退した。首都モガディシュ近傍がバナディール州として中部シェベリ州から分離した後は、代わって中部シェベリ州の行政中心都市となった。

### ソマリア内戦後
2004年、ソマリア暫定連邦政府は根拠地をソマリア国内に移すに当たって、安全上の理由から、首都を従来のモガディシュではなく、バイドアとジョハールのそれぞれに分けて置くことを決めた。ただし暫定議会はモガディシュに移すべきだとしてこれに反対している。結局2005年6月、暫定政府初代大統領のアブドゥラヒ・ユスフは、首都機能をジョハールに移した。首相のアリー・ムハンマド・ゲーディもこの地で政務を取った。日本政府も2005年度にアフリカ連合連絡事務所解説のため、22万ドルの資金を援助している。その後、首都機能の多くはモガディシュに移されたが、議会はジョハールに据え置かれた。しかし2006年2月、ユスフとゲーディはジョハールの首都機能をより安全なバイドアへと移した。
2006年6月14日、首都モガディシュから北上してきたイスラーム武装勢力イスラム法廷会議がジョハールを占拠した。
2006年12月27日、エチオピアなど外国の支援を受けた暫定連邦政府は、イスラーム武装勢力イスラム法廷会議からジョハールを奪った（ジョハールの戦い）。2008年8月にイスラーム武装勢力同士の争いが報じられもしているが、2008年10月にはソマリアで最も安定した医療施設の提供が受けられると評価されており、12月には国連職員とイスラム法廷会議幹部との会談も行われている。
2009年5月17日、イスラーム武装勢力アル・シャバブがジョハールを奪った。アル・シャバブは外国勢力に対して強硬であり、ユニセフ現地事務所からも物資を奪っている。アル・シャバブはジョハールで男女が手を握ることを禁止するなど、厳しい政策を布いている。
2012年12月、ソマリア軍とアフリカ連合軍がジョハールをアル・シャバブから奪還した。

## 出身人物
- シェイク・シャリフ・シェイク・アフマド ソマリア暫定政府の現大統領（2011年5月時点）。